# أنقليس ثعباني طويل الزعانف
أنقليس ثعباني طويل الزعانف (الاسم العلمي: Ophichthus mecopterus) هو نوع من الأسماك، يتبع فصيلة الأنقليس الثعباني.